# 체스 세트

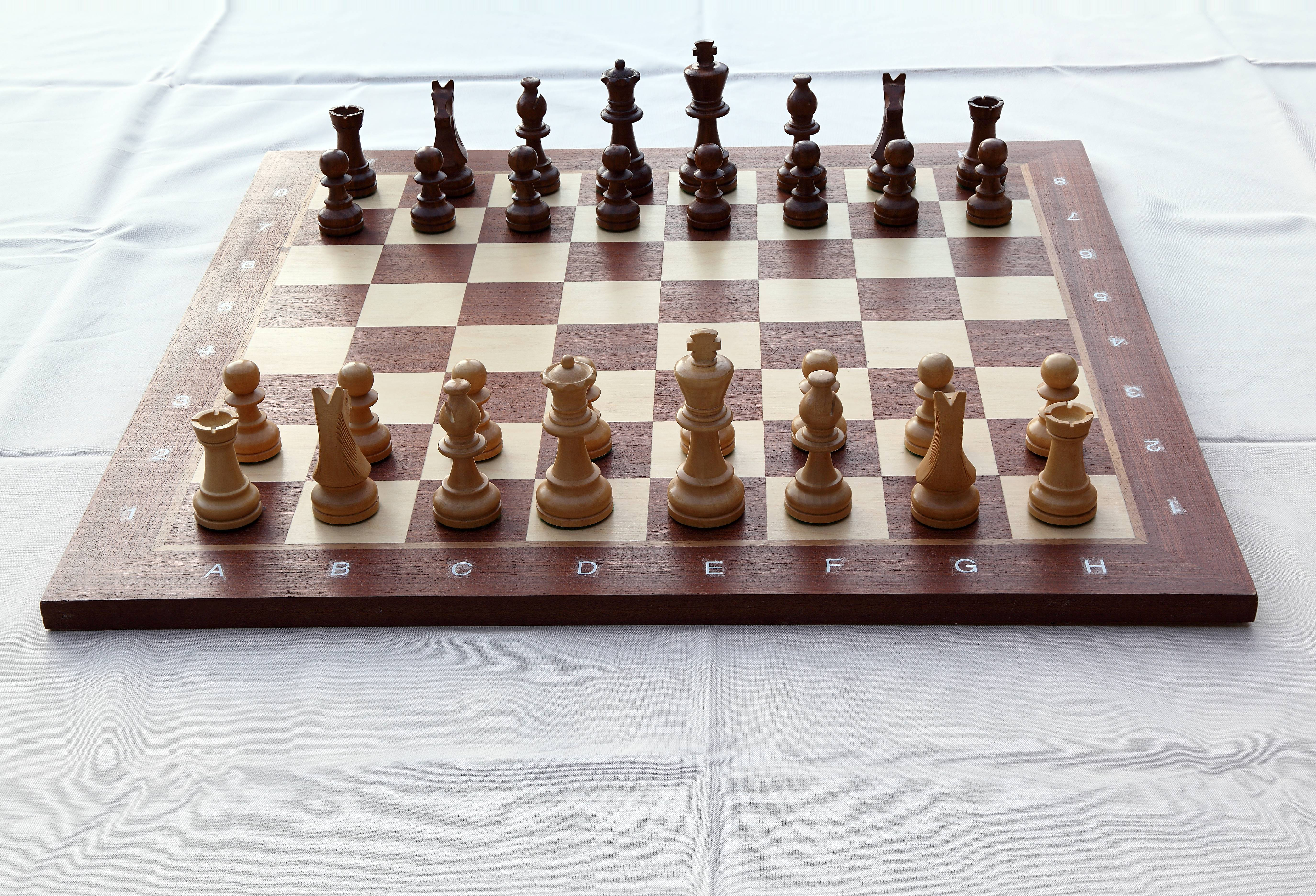
체스 세트

체스 세트(Chess set)는 체스판과 흰색과 검은색 체스 기물들로 구성된 체스를 할 때 필요한 구성 요소이다. 각 색깔별로 16개의 기물이 있다: 킹 한 개, 퀸 한 개, 룩 두 개, 비숍 두 개, 나이트 두 개, 그리고 폰 여덟 개. 프로모션을 위해 추가 기물이 제공될 수 있으며, 가장 흔하게는 각 색깔별로 추가 퀸 한 개이다. 체스 상자, 대국 시계, 그리고 체스 책상은 체스 세트와 함께 사용되는 일반적인 체스 장비이다. 체스 세트는 다양한 스타일로 제작되며, 때로는 실용적인 목적보다는 장식적인 목적으로 제작되기도 한다. 토너먼트 경기에서는 스턴턴 체스 세트가 선호되며, 경우에 따라서는 필수적이다.
인간 체스는 사람을 기물로 사용하며 블라인드폴드 체스는 세트 없이도 플레이할 수 있다.

## 중세 세트
가장 오래된 체스 세트는 샤트란지 게임의 무슬림 전통 세트를 따라 추상적인 형태이다. 이 기물들은 시간이 지남에 따라 더 많은 세부 사항이 추가되면서 구상적인 디자인으로 발전했다.
추상적 디자인에서는 킹과 퀸 모두 왕좌를 닮았으며 퀸이 더 작았다. 비숍은 코끼리 엄니를 나타내는 두 개의 작은 돌출부를 보였고, 나이트는 말의 머리를 나타내는 단일 돌출부를 보였다. 룩은 상단에 V자 모양의 절개선이 있었고, 폰은 일반적으로 단순한 형태를 가졌다.

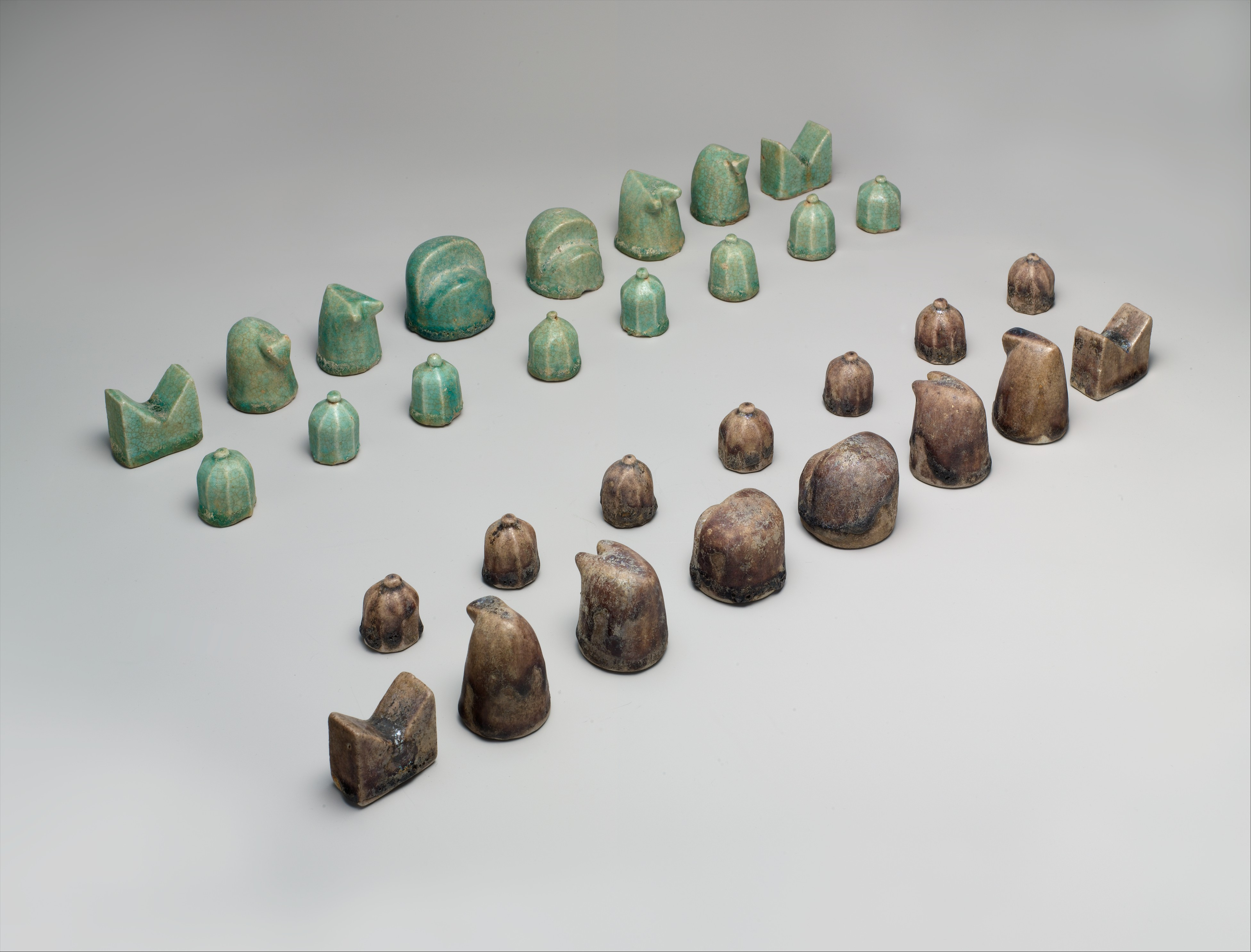
12세기 추상 기물 (이란 니샤푸르)

주목할 만한 고고학적 체스 세트는 다음과 같다:
- 산 제나디오 체스 기물: 9세기 추상 형태의 룩 두 개, 나이트 한 개, 비숍 한 개 세트. 사슴 뿔로 만들어진 이 기물들은 스페인 아스토르가의 페냘바 데 산티아고에서 발견되었다.[3][2] 옛날에는 산 제나디오의 유물로 오인되었지만 (그래서 이 이름이 붙었다), 이들은 아마도 가장 오래된 유럽 체스 기물일 것이다.[4]
- 샤를마뉴 체스말: 11세기 세트로, 아마도 이탈리아 살레르노에서 제조되었을 것이다. 코끼리 상아로 조각된 이 세트는 원래 총 30개의 기물로 목록화되었지만, 오늘날에는 생드니 대성당에 16개만 보존되어 있다: 킹 2개, 퀸 2개, 나이트 4개, 코끼리 4개, 전차 3개, 보병 1개.[5]
- 루이스 체스말: 79개의 12세기 체스 기물 및 기타 게임 기물 컬렉션으로, 대부분은 바다코끼리 상아로 조각되었다. 1831년 스코틀랜드 아우터헤브리디스의 루이스섬에서 발견되었다.[6]

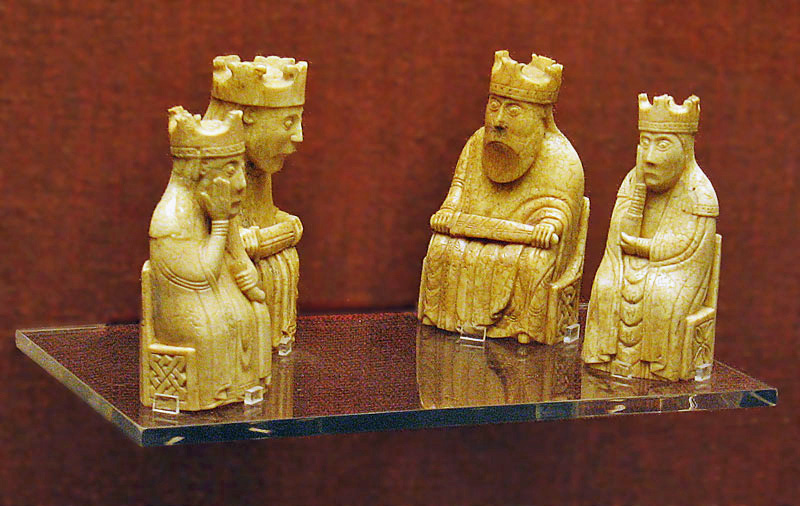
대영박물관에 있는 루이스 체스말

- 클론러드 체스말: 12세기 후반으로 추정되는, 왕좌에 앉은 퀸을 묘사한 역사적인 게임 기물. 1817년 이전에 아일랜드섬 미스주 클론러드의 늪에서 발견되었다.[7]

## 책상용 세트
사용 가능한 디자인의 다양성은 넓으며, 작은 외관 변화에서부터 고도로 추상적인 표현, 루이스 캐럴의 작품에서 영감을 받은 테마 디자인, 또는 스타 트렉이나 심슨 가족과 같은 현대적인 디자인까지 다양하다. 테마 디자인은 일반적으로 실제 플레이보다는 전시용으로 제작된다. 일부 예술 작품은 체스 세트 디자인인데, 체스 애호가이자 다다이즘 화가인 만 레이의 모더니스트 체스 세트와 같이 뉴욕 시의 뉴욕 근대미술관에 전시되어 있다.
플레이에 사용되는 체스 기물은 일반적으로 너비보다 키가 큰 입상이다. 예를 들어, 2.25 인치 (57 mm) 정사각형 체스판을 위해 설계된 기물 세트는 보통 약 3.75 인치 (95 mm) 높이의 킹을 가진다. 체스 세트는 다양한 디자인으로 제공되며, 가장 잘 알려진 것은 19세기 잉글랜드 체스 플레이어 하워드 스턴턴의 이름을 따서 명명되고 나다니엘 쿡이 디자인한 스턴턴 디자인이다. 최초의 스턴턴 스타일 세트는 1849년 재키스 오브 런던(존 재키스 오브 런던 또는 재키스 앤 선 오브 런던으로도 알려짐)에서 만들어졌다.
목재로 된 흰색 체스 기물은 일반적으로 밝은 회양목 또는 때로는 단풍나무로 만들어진다. 검은색 목재 기물은 자단, 흑단, 붉은 백단, 아프리카 파두크 목재 (아프리카 파두크는 붉은 백단과 유사하며 버드 로즈우드 또는 블러드 레드 로즈우드로 판매됨) 또는 호두나무와 같은 어두운 목재로 만들어진다. 때로는 회양목으로 만들어 염색하거나 검정, 갈색, 빨간색으로 칠하기도 한다. 목재 세트의 나이트는 보통 손으로 조각되며, 세트 비용의 절반을 차지한다. 플라스틱 흰색 기물은 흰색 또는 미색 플라스틱으로 만들어지며, 플라스틱 검은색 기물은 검은색 또는 빨간색 플라스틱으로 만들어진다. 때로는 뼈, 상아 또는 복합 재료와 같은 다른 재료가 사용되기도 한다.

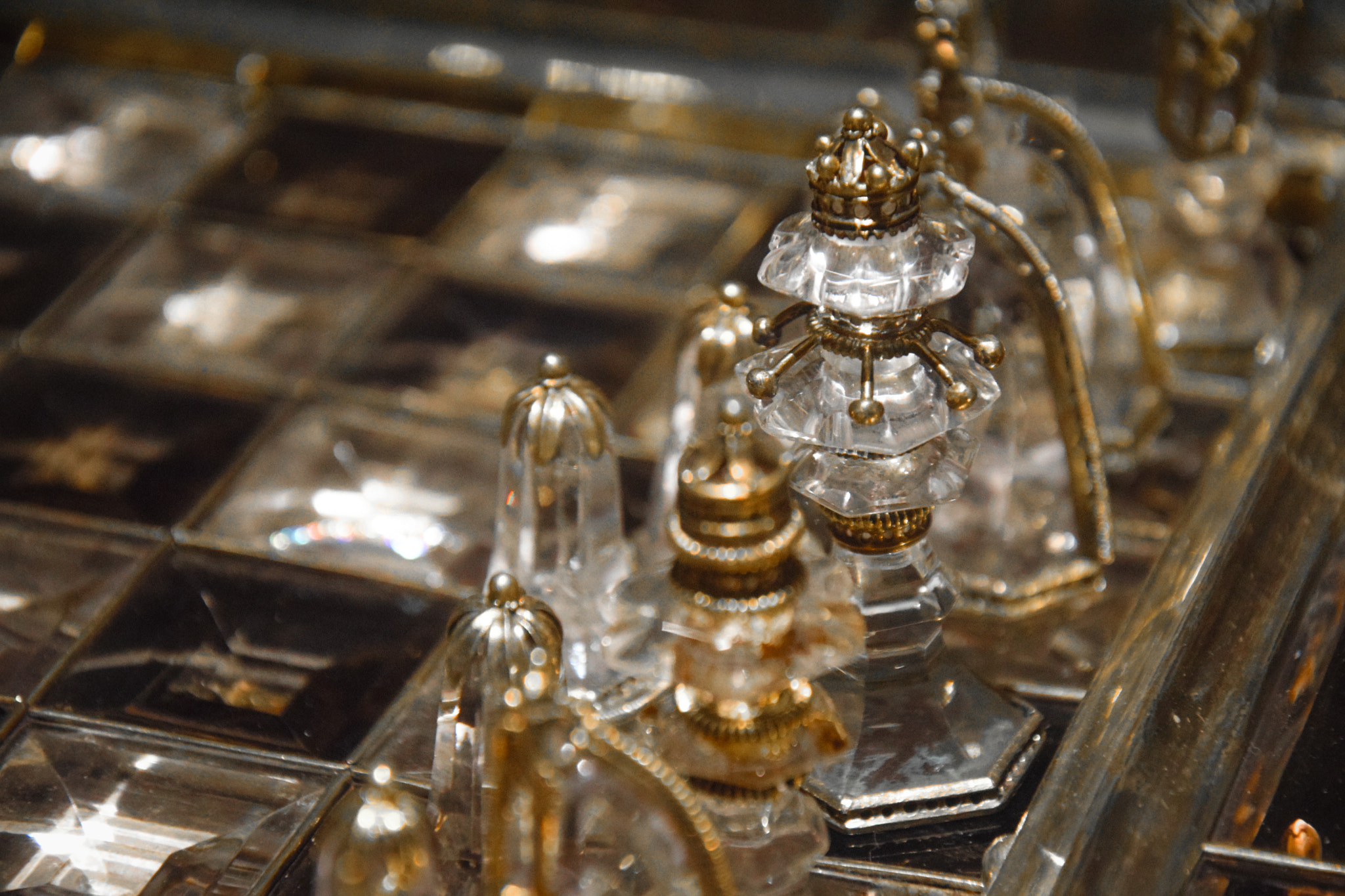
15세기 세인트 루이스 체스 세트, 크리스탈로 제작 되었다.

실제 플레이를 위해서는 스턴턴 체스 세트 디자인의 기물들이 표준이다. 킹의 높이는 3.35 to 4.13 인치 (85 to 105 mm) 사이여야 한다. 미국 체스 연맹 규칙에 따르면 킹의 높이는 3.375 to 4.5 인치 (85.7 to 114.3 mm) 사이여야 한다. 대부분의 플레이어들은 약 3.75 to 4 인치 (95 to 102 mm)의 높이를 선호한다. 킹의 지름은 높이의 40~50%여야 한다. 다른 기물들의 크기는 킹에 비례해야 한다. 기물들은 무게 중심이 보드에 더 가깝도록 잘 균형 잡혀야 한다. 이는 바닥에 철 스터드나 납 블록과 같은 추를 추가하고 펠트를 붙여서 한다. 이렇게 하면 기물이 바닥이 무거워져 쉽게 넘어지지 않는다 (잘 가중된 기물은 수직 축에서 60도 기울어져도 똑바로 선다). 이는 빠른 움직임으로 기물을 의도한 칸에 놓을 시간이나 정밀도를 제공하지 않는 블리츠 게임에서 도움이 된다. 체스판의 각 정사각형 변의 길이는 킹 바닥 지름의 약 1.25~1.3배 또는 2 to 2.5 인치 (51 to 64 mm)여야 한다. 약 2.25 인치 (57 mm)의 정사각형은 선호하는 크기 범위의 킹을 가진 기물에 일반적으로 적합하다. 이러한 기준은 국제 체스 연맹 규칙을 기반으로 하는 미국 체스 연맹의 공식 체스 규칙에서 가져온 것이다.
그랜드마스터 래리 에번스는 세트를 구매할 때 다음과 같은 조언을 했다.
구매하는 세트가 보기에 편하고, 바닥에 펠트가 깔려 있으며, 무거운(가중된)지 확인하십시오. 기물은 분리되지 않도록 제작되어야 합니다. ... 미국 체스 연맹에서 사용하는 규정 보드는 녹색과 황갈색입니다 – 절대로 빨간색과 검은색이 아닙니다. 하지만 시장에는 좋은 상감 목재 보드가 여러 개 있습니다. ... 저렴한 장비는 피하십시오. 체스는 처음에 몇 달러를 잘 투자하면 평생 즐거움을 선사합니다.
가장 비싼 체스 세트는 2005년 영국 보석 회사 부들스에서 만든 주얼 로얄로, 순금과 백금으로 제작되었으며 거의 1000개의 루비, 다이아몬드, 사파이어가 박혀 있어 980만 달러의 가치를 지닌다.

## 주머니 및 여행용 세트
여행용 또는 간편하게 설계된 일부 작고 자석이 있는 세트는 쇼기나 샹치에서 사용되는 것과 유사한 기물을 가지고 있는데, 각 기물은 납작한 토큰으로, 기물 종류를 식별하기 위한 기호가 그 위에 인쇄되어 있었다.

## 체스 상자
체스 기물을 보관하는 용기는 체스 상자로 알려져 있다. 가장 일반적으로 목재로 만들어지지만, 체스 상자는 어떤 재료로든 구성될 수 있다. 내부 상자 구성은 각 체스 기물에 대한 개별 슬롯, 흰색과 검은색 기물을 분리하는 하나의 칸막이, 또는 체스 기물이 함께 섞여 있는 칸막이 없는 형태로 될 수 있다. 체스 상자는 일반적으로 직사각형이지만, 격간 상단 또는 미닫이 서랍을 포함한 다양한 모양으로 만들 수 있다.

## 컴퓨터 이미지
컴퓨터 체스에서 체스 기물은 종종 2차원 보드 위의 2차원 기호이지만, 일부 프로그램은 전통적인 체스 기물 디자인을 가진 3차원 그래픽스 엔진을 가지고 있다.
유니코드에는 흰색과 검은색 모두 체스 기물 기호가 포함되어 있다.

## 갤러리

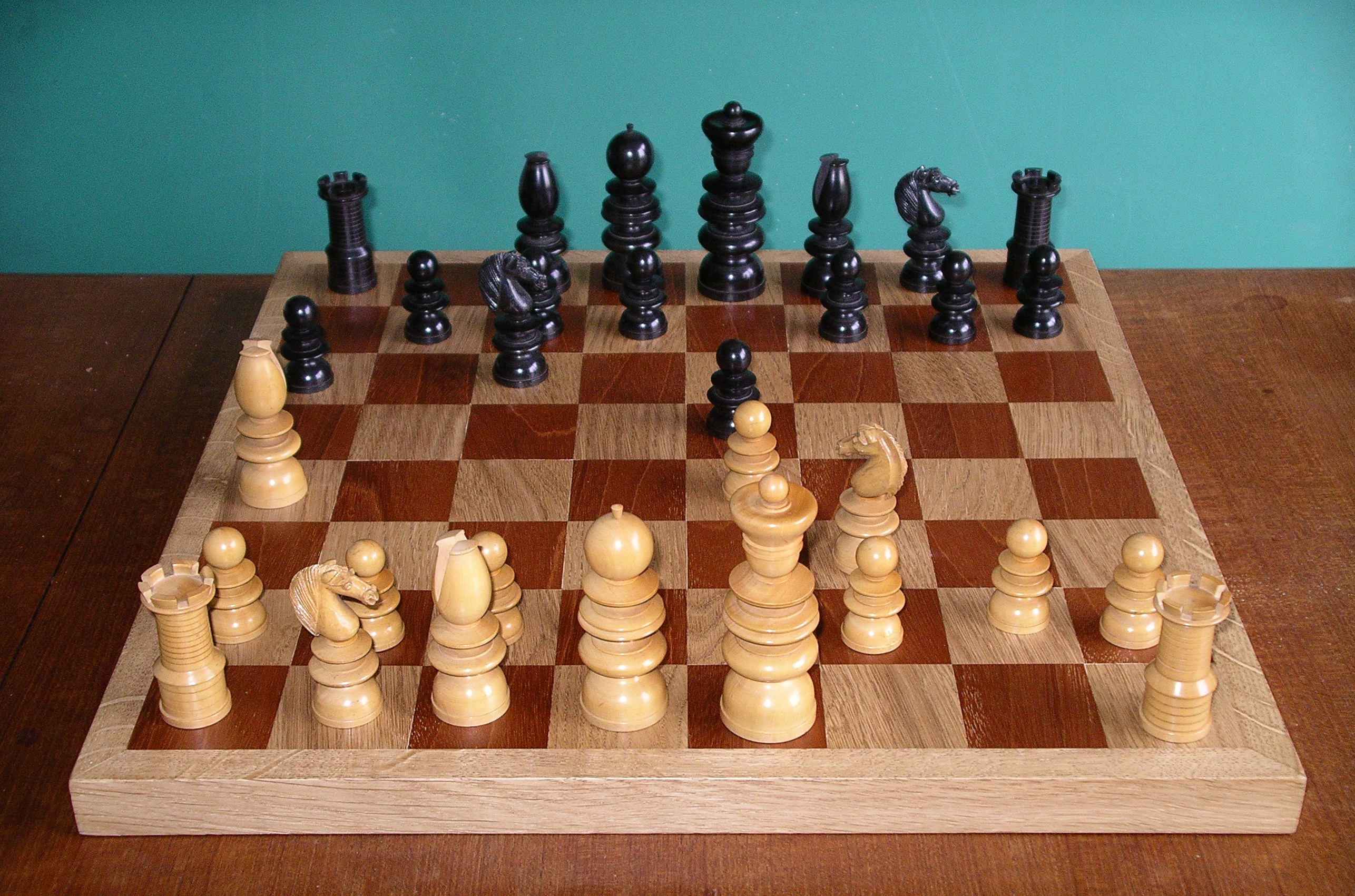
세인트 조지 스타일 세트
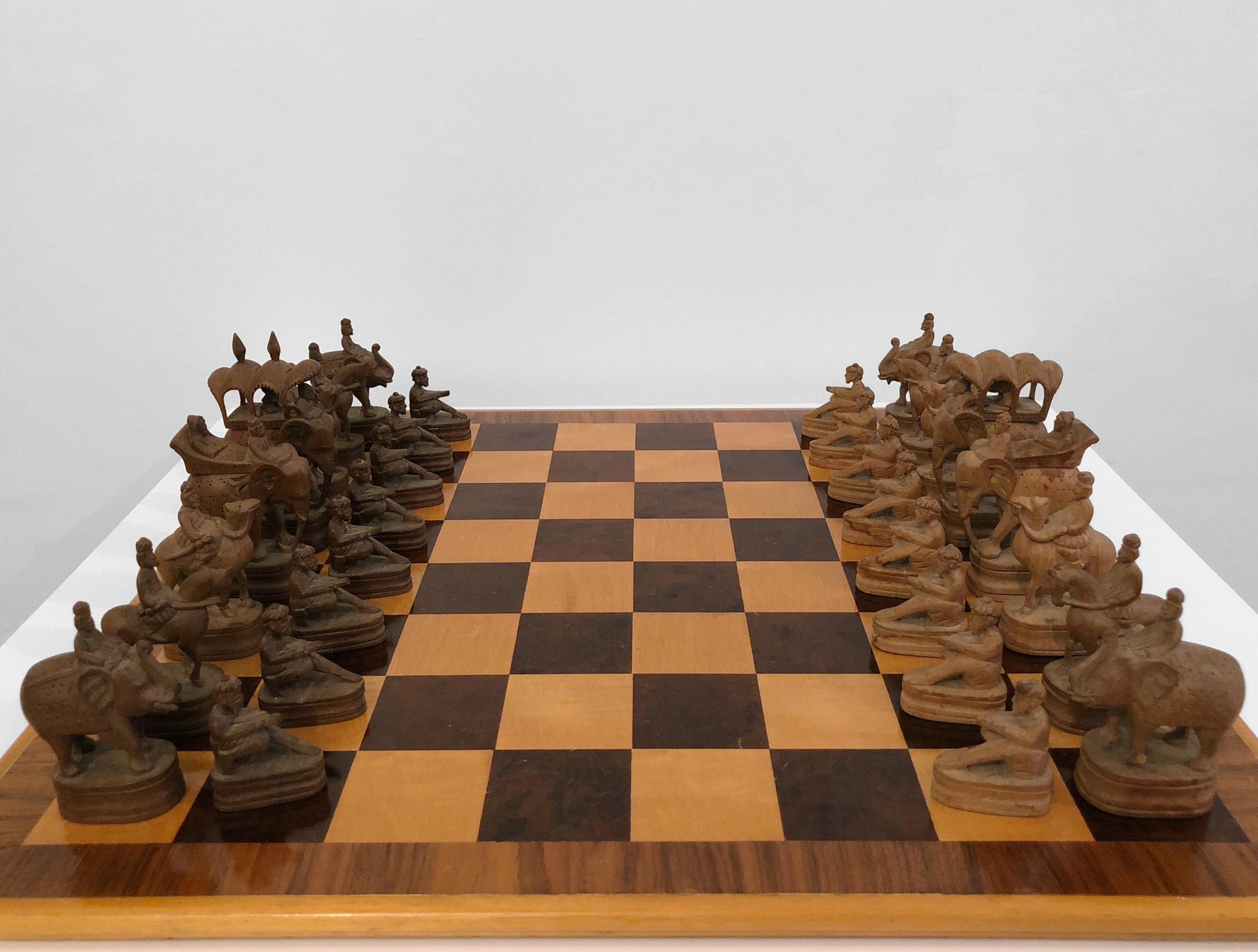
고대 인도 체스 세트
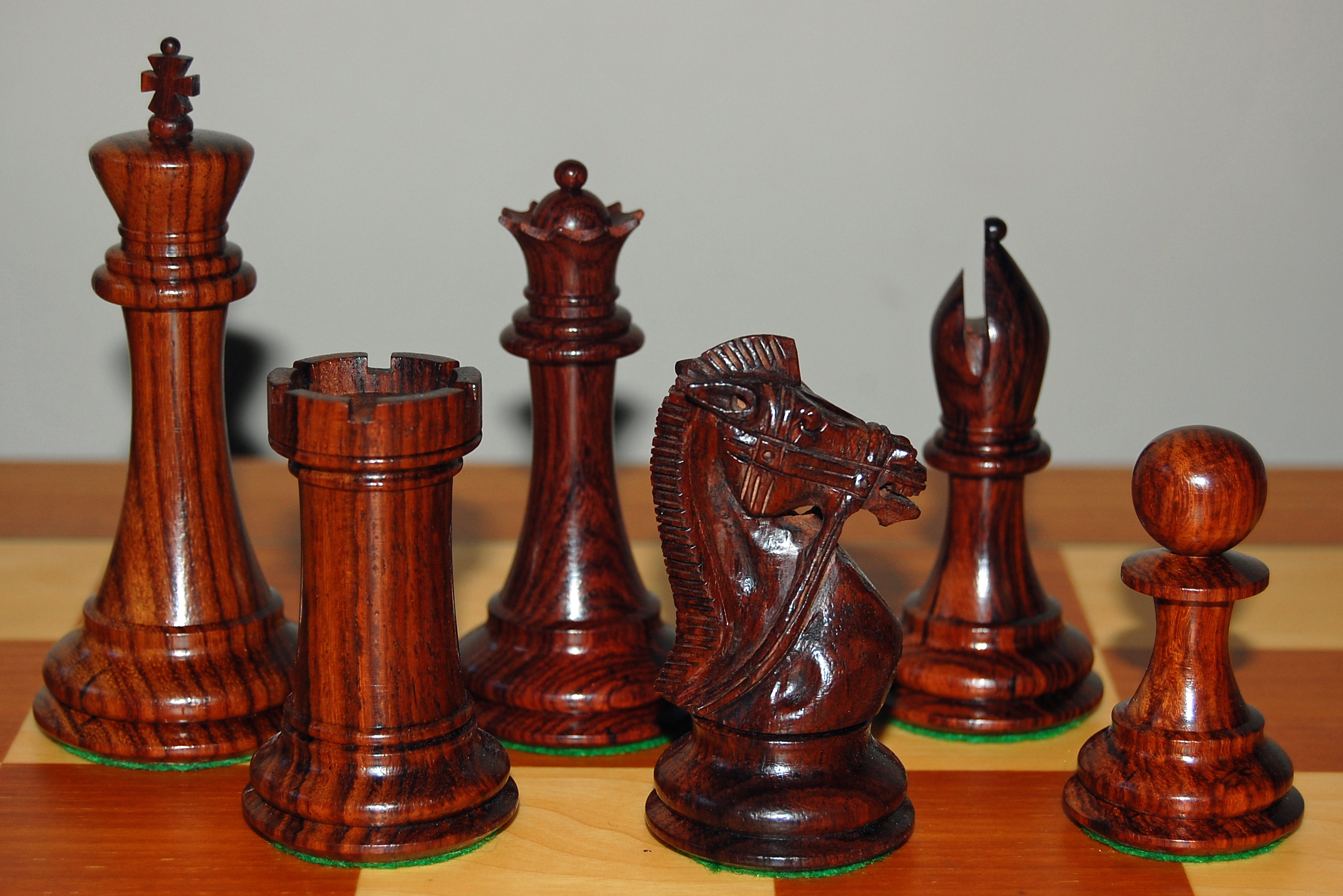
자단으로 만든 스턴턴 기물
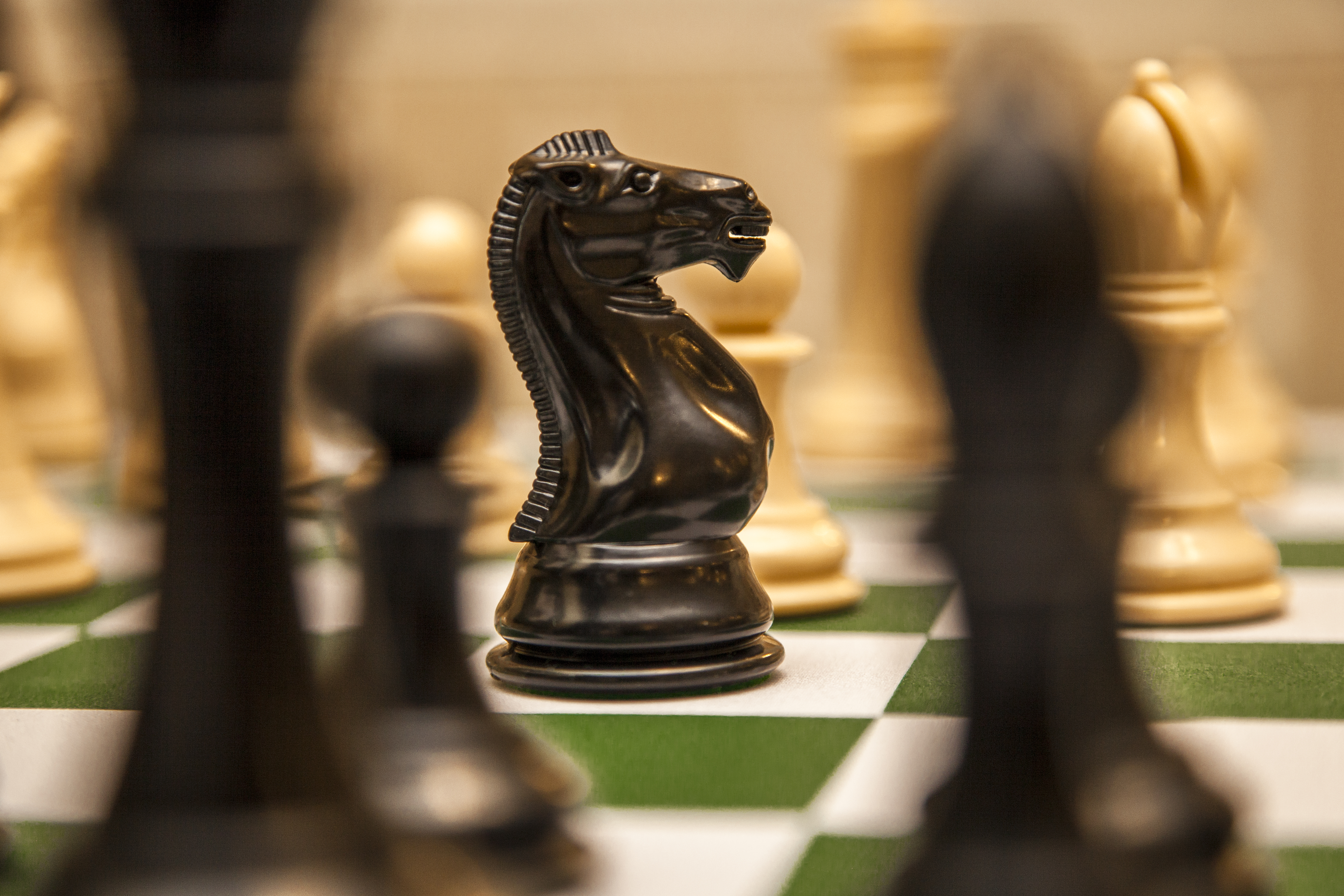
플라스틱으로 만든 스턴턴 기물
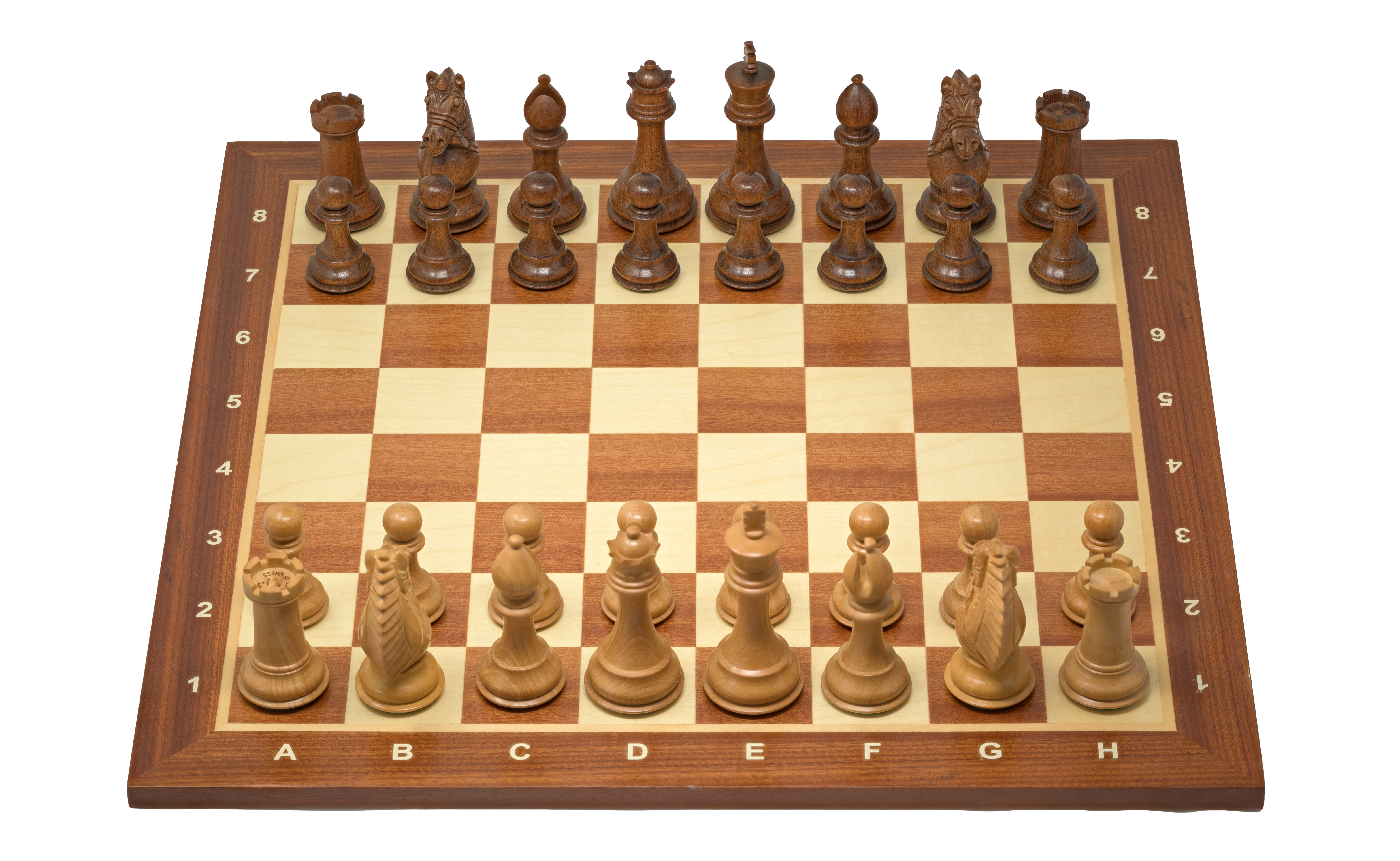
체스판 위의 스턴턴 체스 기물
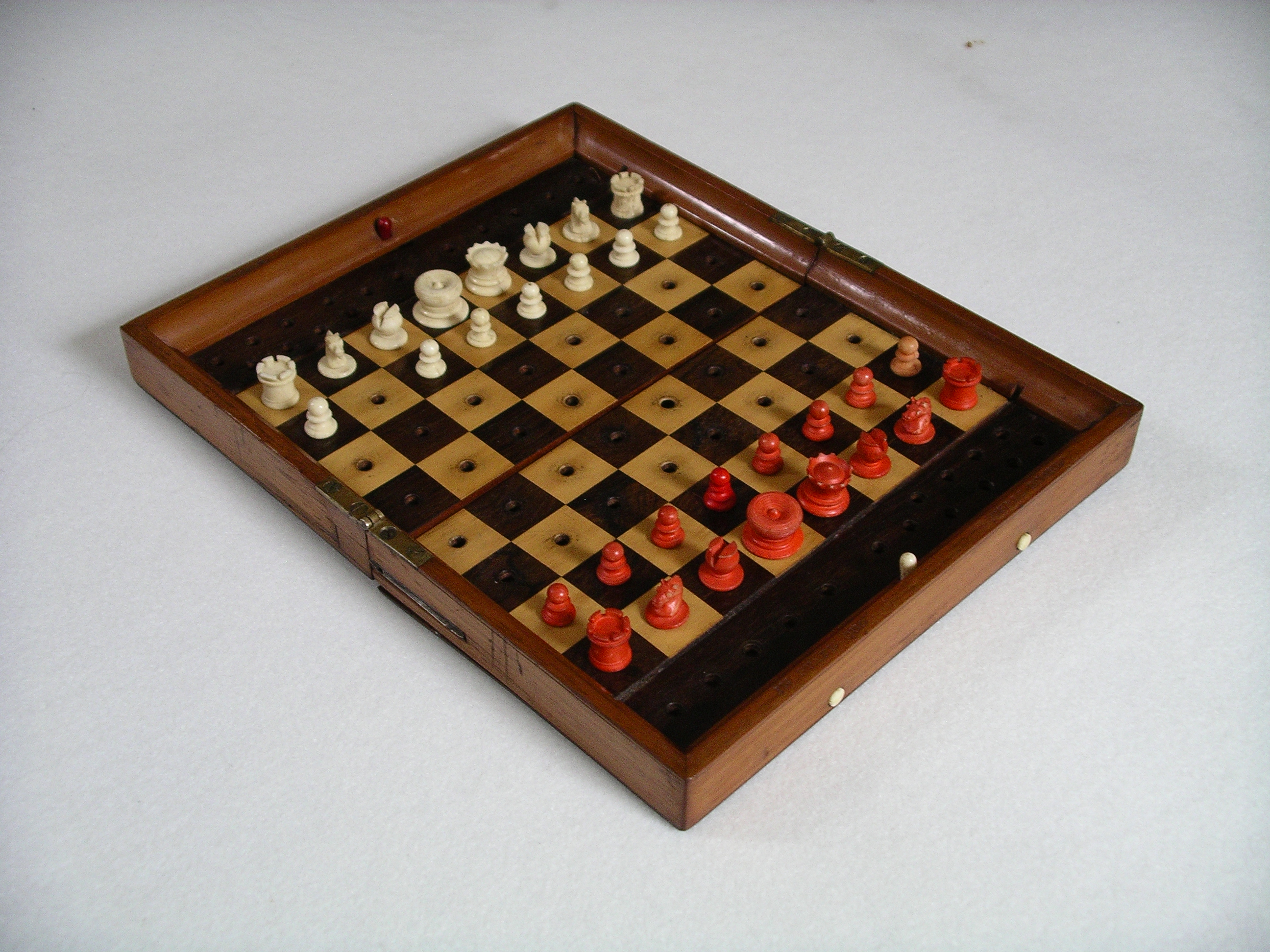
앤티크 재키스 오브 런던 휴대용 체스 세트
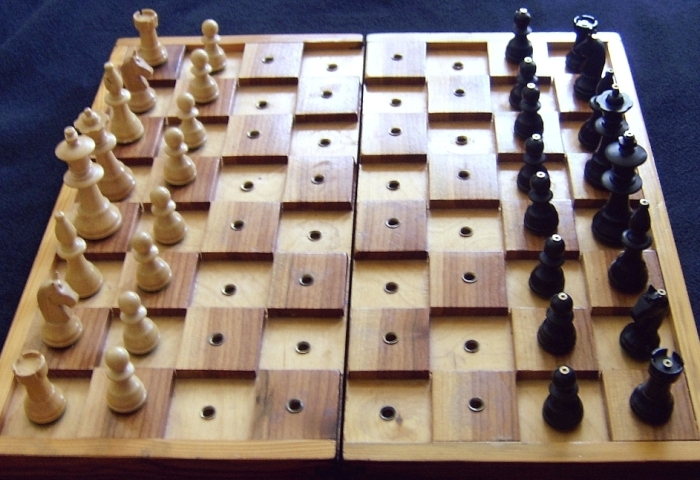
상단에 핀이 표시된 검은색 기물, 흰색보다 높게 표시된 검은색 정사각형, 기물을 꽂을 수 있도록 구멍이 있는 모든 정사각형을 갖춘 시각 장애인용 체스판
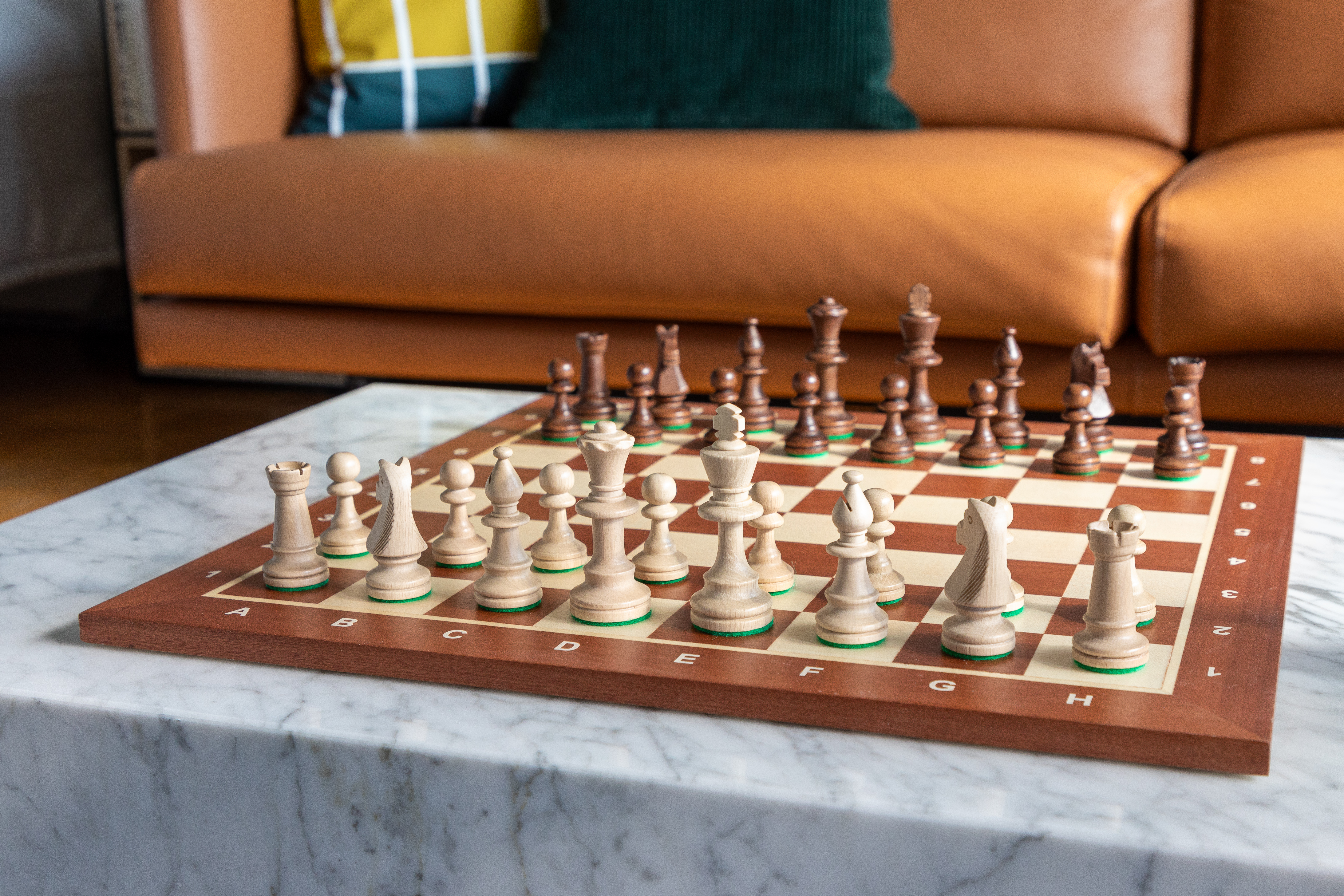
폴란드 베기엘 세트

## 같이 보기
- 체스 장비
- 두브로브니크 체스 세트
- 괴크야이 협회 체스 박물관

### 인용된 저작
- Evans, Larry (1973), 《Evans on Chess》, Cornerstone Library, ISBN 0-87749-699-4
- Hooper, David; Whyld, Kenneth (1992), 〈Value of pieces〉, 《The Oxford Companion to Chess》 2판, Oxford University Press, ISBN 0-19-280049-3
- Just, Tim; Burg, Daniel S. (2003), 《U.S. Chess Federation's Official Rules of Chess》 5판, McKay, ISBN 0-8129-3559-4